# Rozprza (gemeente)
De gemeente Rozprza is een landgemeente in het Poolse woiwodschap Łódź, in powiat Piotrkowski.
De zetel van de gemeente is in Rozprza.
Op 30 juni 2004 telde de gemeente 11 948 inwoners.

## Oppervlakte gegevens
In 2002 bedroeg de totale oppervlakte van gemeente Rozprza 162,5 km², waarvan:
- agrarisch gebied: 67%
- bossen: 26%

De gemeente beslaat 11,37% van de totale oppervlakte van de powiat.

## Demografie
Stand op 30 juni 2004:
| Omschrijving                   | Totaal | Totaal | Vrouwen | Vrouwen | Mannen | Mannen |
| ------------------------------ | ------ | ------ | ------- | ------- | ------ | ------ |
| eenheid                        | aantal | %      | aantal  | %       | aantal | %      |
| inwoners                       | 11 948 | 100    | 6152    | 51,5    | 5796   | 48,5   |
| bevolkingsdichtheid (inw./km²) | 73,5   | 73,5   | 37,9    | 37,9    | 35,7   | 35,7   |

In 2002 bedroeg het gemiddelde inkomen per inwoner 1278,8 zł.

## Administratieve plaatsen (sołectwo)
Bagno, Bazar, Biała Róża, Białocin, Bryszki, Budy, Cekanów, Ignaców, Janówka, Kęszyn, Kisiele, Longinówka, Lubień, Łazy Duże, Łochyńsko, Magdalenka, Mierzyn, Milejowiec, Milejów, Niechcice, Nowa Wieś, Pieńki, Rajsko Duże, Rajsko Małe, Romanówka, Rozprza, Stara Wieś, Stara Wola Niechcicka, Straszów, Świerczyńsko, Truszczanek, Wroników, Zmożna Wola.

## Overige plaatsen
Adolfinów, Bogumiłów, Budy Porajskie, Cieślin, Dzięciary, Gieski, Mierzyn-Kolonia, Nowa Wola Niechcicka, Stefanówka, Straszówek.

## Aangrenzende gemeenten
Gorzkowice, Kamieńsk, Łęki Szlacheckie, Piotrków Trybunalski, Ręczno, Sulejów, Wola Krzysztoporska
- Virtual International Authority File: 315230759